# Madres de Plaza de Mayo (Santa Fe)

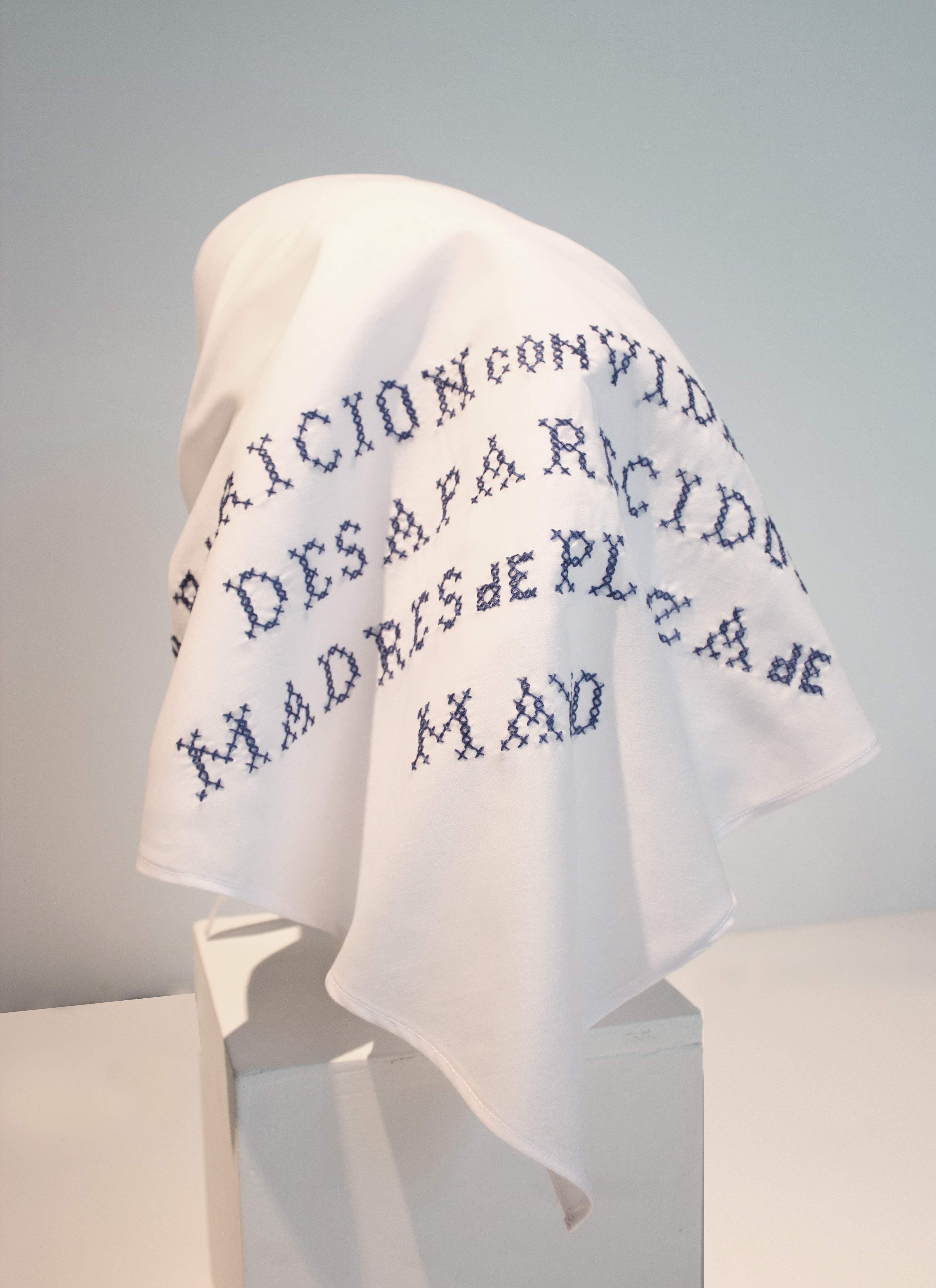
Pañuelo blanco, símbolo de las Madres.

Las "Madres de Santa Fe" son una sección de la ciudad de Santa Fe (Argentina) de Madres de Plaza de Mayo que primero fueron parte de la agrupación Familiares de Desaparecidos y Detenidos por Razones Políticas, y que luego decidieron formar Madres Santa Fe en 1987.
Madres de Plaza de Mayo es una asociación argentina formada durante la última dictadura cívico militar, con el fin de recuperar con vida a los detenidos desaparecidos, inicialmente, y luego establecer quiénes fueron los responsables de los crímenes de lesa humanidad y promover su enjuiciamiento.

## Breve reseña
Aunque había filiales en el interior del país, en realidad estaban relacionadas con los lugares de vivienda de las propias madres, y con la posibilidad de agruparse ante un hecho puntual, como es el caso de las Madres de la Plaza 25 de Mayo, de Rosario, también en Santa Fe , en Neuquén y Alto Valle del Río Negro, en Mar del Plata, etc.
Las filiales de Madres del interior en su mayoría salieron de la Asociación para seguir luchando en cada lugar, compartiendo con otras Madres, organismos de derechos humanos, con los jóvenes, con los movimientos sociales, etc.
El punto de encuentro de las Madres de Santa Fe para su ronda de los jueves fue durante muchos años la plaza del Soldado, ubicada en las calles Mendoza y San Jerónimo. Al principio las tildaban de "locas" y se burlaban de ellas, pero con el tiempo la historia cambió y no lograron desviarlas del foco de la búsqueda de justicia.

### Sus pañuelos blancos
En 2014, las siete madres vivas en ese momento y en nombre de las que ya habían partido, rechazaron la posibilidad de que su pañuelo blanco sea convertido en un símbolo patrio, como la Bandera o el Himno, y recordaron que ese estandarte de la lucha contra la dictadura les pertenece.

## Homenajes
En 2002, el Concejo Municipal de Santa Fe, declaró Santafesinas Ilustres a las señoras Celina de Koffmann, Alejandra Ravelo, Otilia Acuña de Elías, Elsa Ramos de Villar, Ramona Maldonado, Norma Bieckler, Olga Suárez, Hilda Beatriz Roberto de Palacios, Hurí Nigro de Tornay, Chocha Bruzone y Aurora Berdú, por su "insobornable, metódica, inclaudicable y permanente tarea en defensa de los Derechos Humanos".
El gobernador Antonio Bonfatti, homenajeó en 2012 a la Asociación Madres de Plaza de Mayo de Santa Fe con motivo de haberse cumplido los 35 años de la fundación. Fueron homenajeadas sus integrantes Eusebia Ramona Escobedo de Maldonado, Alejandra Fernández de Ravelo, Otilia Acuña de Elías, Irma Victorina, Josefina Bruzzone, Hurí Nigro de Tornay, Celina Zeigner de Kofman y Olga Barrera. La mención distinguió también al hijo de Elsa Ramos, a la nieta(Soledad Beatriz Chávez Palacios) de Hilda Beatriz Roberto  y a Irma Bruzzone.

## Integrantes

### Ramona Maldonado
Eusebia Pastora Ramona Escobedo de Maldonado (n. 1934, f. Santa Fe, 19 de julio de 2016). Madre de 7 hijos, entre ellos de Estela Guadalupe,  nacida el 12 de octubre de 1958 en Tostado. En su militancia en la Juventud Peronista y Montoneros conoció a su compañero Ricardo Miguel Guadalupe Biegkler (secuestrado-desaparecido el 8 de mayo de 1977 en San Nicolás), con quien se fue a vivir en 1976. Sola, embarazada de Daniela, partió hacia Buenos Aires en 1978, dónde se integró a la organización “Cristianos para la Liberación”. Fue secuestrada el 9 de noviembre de 1978 y vista con vida en el centro clandestino de detención “Olimpo". Su hermana, Edith, la busca desde esa fecha. Se la recuerda como una “Madre de Plaza de Mayo que acompañó los juicios hasta más allá de donde le dieron sus posibilidades físicas" así como por "su dulzura al igual que su compromiso con cada causa que abrazó militando por la memoria de nuestros 30.000”. La Cámara de Diputados de la Provincia declaró su más profundo pesar por su fallecimiento a los 82 años de edad.

### Alejandra Fernández de Ravelo
Madre de María Esther Ravelo Fernández Vega, que nació en Tostado, el 4 de diciembre de 1952, militante Montonera detenida desaparecida en Rosario, el 17 de septiembre de 1977, junto a su esposo Emilio Etelvino Vega, nacido el 5 de septiembre de 1944 y también militante Montonero.  Ambos integrantes del matrimonio eran ciegos y además del secuestro, robaron toda la casa e incluso se la apropiaron durante muchos años.

### Otilia Leoncia Acuña de Elías

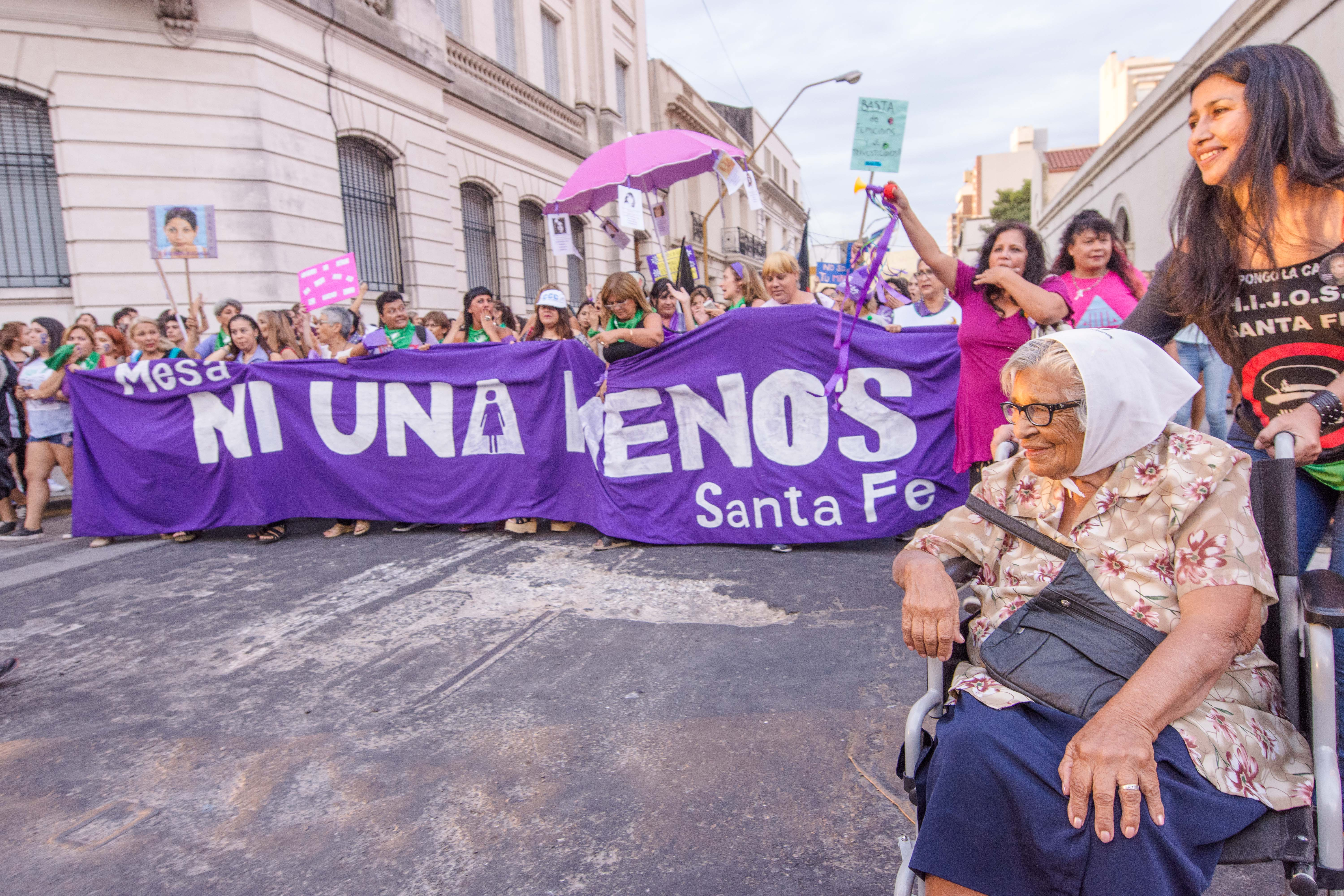
Otilia Leoncia Acuña de Elías - Madres de Plaza de Mayo (Santa Fe) en el Segundo Paro Internacional de Mujeres - 8M - Santa Fe - Argentina - 2018.

Nacida en 1920, Casada con Made Elías, tuvieron tres hijos Marcelo, Nicolás y Nilda Elías de Silva. Nilda nació el 16 de enero de 1947, casada con Luis Ismael Silva. Luis y Nilda nacieron, crecieron y se conocieron en Santa Fe , en un barrio pobre, empezaron militando en el ACA y después la JP y FAR. Nilda era maestra y Luis metalúrgico y tuvieron tres hijos. Fue asesinada el 11 de abril de 1977. En 2000 una ordenanza propuesta por Juan Carlos Bettanín, convirtió el pasaje Liniers de Santa Rosa de Limaen "Luis y Nilda Silva". Una causa judicial incluye los crímenes contra Elías, Luis Alberto Fadil, Alicia Ramírez, Mario Oreste Galuppo, Osvaldo Seggiaro y muchos otros.

### Elsa Ramos
Elsa Ramos (f. Santa Fe, 10 de abril de 2013). Fue una reconocida locutora de la ciudad y comenzó su militancia luego de que la dictadura secuestrara a su hija. Fue fundadora del Movimiento de Familiares de Desaparecidos y Detenidos, e integrante del Foro contra la Impunidad y por la Justicia de Santa Fe. Madre de Patricia Gabriela Villar Ramos, secuestrada el 6 de diciembre de 1977, cuando tenía 20 años, en Buenos Aires. Era empleada de un sanatorio y militante del Partido Comunista Marxista Leninista.

### Hilda Beatriz Roberto de Palacios
Casada con Oscar Gualberto Palacios, la hija mayor del matrimonio fue Hilda Flora Palacios, nacida en Santa Fe el 8 de octubre de 1951. Como estudiante de maestra entró en Agrupación Resistencia Estudiantil Secundaria de la Tendencia Antiimperialista Argentina, del Partido Revolucionario de los Trabajadores para las universidades. Por su militancia, ya había sido detenida en 1972, siendo liberada en 1973. En 1977, Hilda había llegado a Córdoba acompañada por sus dos hijas y Humberto Horacio Brandalisis. El 6 de noviembre lo secuestran a Brandalisis y posteriormente a Hilda Flora por miembros del III Cuerpo de Ejército. Ambos son trasladados al centro clandestino de detención “La Perla” donde permanecieron hasta el 15 de diciembre del 77, cuando son asesinados simulando un enfrentamiento en la vía pública, como Raúl Osvaldo Cardozo y Carlos Lajas. Los genocidas llamaban “Operativo Ventilador” a este método que consistía en sacar los prisioneros vivos, fusilarlos y luego arrojarlos en la calle simulando un enfrentamiento con las fuerzas represivas. Durante medio año queda su cuerpo en la morgue judicial, hasta que fue sepultada como NN en el Cementerio San Vicente. Los restos de Hilda pudieron ser recuperados gracias al Equipo Argentino de Antropología Forense que identificó su cadáver y la Justicia lo restituyó a sus hijas el 11 de noviembre de 2004. Veintisiete años después.

### Hurí Antonia Nigro de Tornay
Madre Jorge Alberto Tornay Nigro, secuestrado el 1º de septiembre de 1978, por un grupo de tareas del Ejército, de su casa en Buenos Aires donde además faltaron varios objetos de valor, fue llevado al centro clandestino de detención "el Olimpo" del Ejército Argentino.

### Olga Luz Barrera de Suárez
Madre de Roberto Daniel Suárez Barrera, nacido el 1 de febrero de 1955, casado en 1976 con Marcía Cecilia Mazzetti de 16 años. Cecilia militaba en la Unión de Estudiantes Secundarios y Roberto en la Juventud Universitaria Peronista. En agosto de 1976 Cecilia recién embarazada fue detenida en un operativo conjunto del Ejército y la policía. Estuvo detenida en la Guardia de Infantería Reforzada y fue torturada en la Comisaría 4º. Después pasó a disposición del Poder Ejecutivo. Roberto cuando supo que su esposa había dado a luz en cautiverio decidió salir de la clandestinidad y se presentó para hacer el servicio militar obligatorio. Fue secuestrado en Santo Tomé, Santa Fe, el 1 de agosto de 1977. La desaparición de Roberto Daniel Suárez y el secuestro y los tormentos sufridos por María Cecilia Mazzetti forman parte de la denominada “megacausa”, que comenzó 2015 y contiene la mayor cantidad de víctimas del terrorismo de Estado de la capital provincial. José Luis D'Andrea Mohr, registró en su libro “El Escuadrón Perdido”, la desaparición de 129 conscriptos secuestrados durante la dictadura. Uno de ellos fue Roberto Daniel Suárez, considerado desertor durante más de 38 años, hasta que durante la gestión de Agustín Rossi, en el Ministerio de Defensa, se aclaró lo ocurrido. En 2015 se colocó una placa en su homenaje en el Batallón de Anfibios 601, de Santo Tomé. En 2016 se condenó a cuatro acusados de haber cometido delitos de lesa humanidad, entre ellos el secuestro y desaparición de Roberto Daniel Suárez.

### Irma Godone de Bruzzone
Madre de Gustavo Ramón Bruzzone, nacido el 31 de agosto de 1954, empleado en Hidr Iturros y ajedrecista, militante de la Juventud Universitaria Peronista y Montoneros, secuestrado en Rosario el 19 de marzo de 1977. Fue arquero en la reserva de Gimnasia y Esgrima  y Unión de Santa Fe. Cinco días después de su secuestro, Bruzzone fue sacado de El Pozo, el centro clandestino de detención de Rosario junto con otros dos detenidos y que los tres cayeron en un falso enfrentamiento en Córdoba al 5600. Fue enterrado como NN en el Cementerio La Piedad, de esa ciudad. En el año 2014 el Equipo Argentino de Antropología Forense identificó el cuerpo de Gustavo,